# 채끝

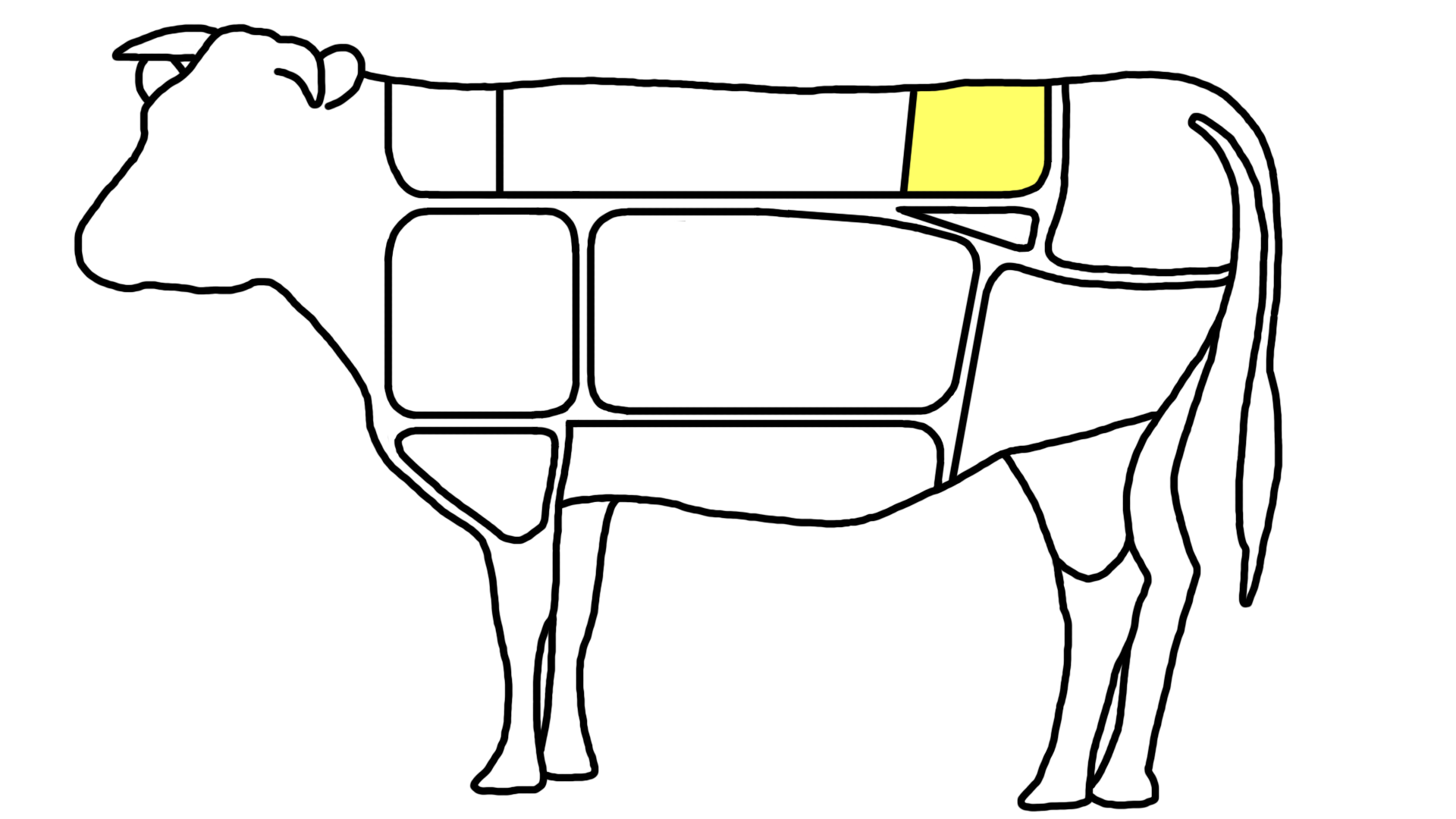
채끝

채끝은 등심 부분의 방아살 아래에 붙은 쇠고기 부위이다. 소 도체의 최후 등뼈와 제1요추 사이에서 13번째 갈비뼈를 따라 절단하고 마지막 허리뼈와 엉치뼈 사이를 절개한 후 강공 상단을 외복사근(배바깥경사근)이 포함되도록 절단한다. 마지막 늑골 끝부분에서 복부 절개선과 평행으로 절단하고, 배최장근(背最長筋) 바깥쪽의 선단 5cm 이내에서 2분체 분할 정중선(正中線)과 평행으로 치마양지(복부양지) 부위를 평행으로 절단한 후 과다한 지방을 제거하여 정형(整形)한 고기이다.

## 부위
채끝은 채끝살로 이루어져 있다.

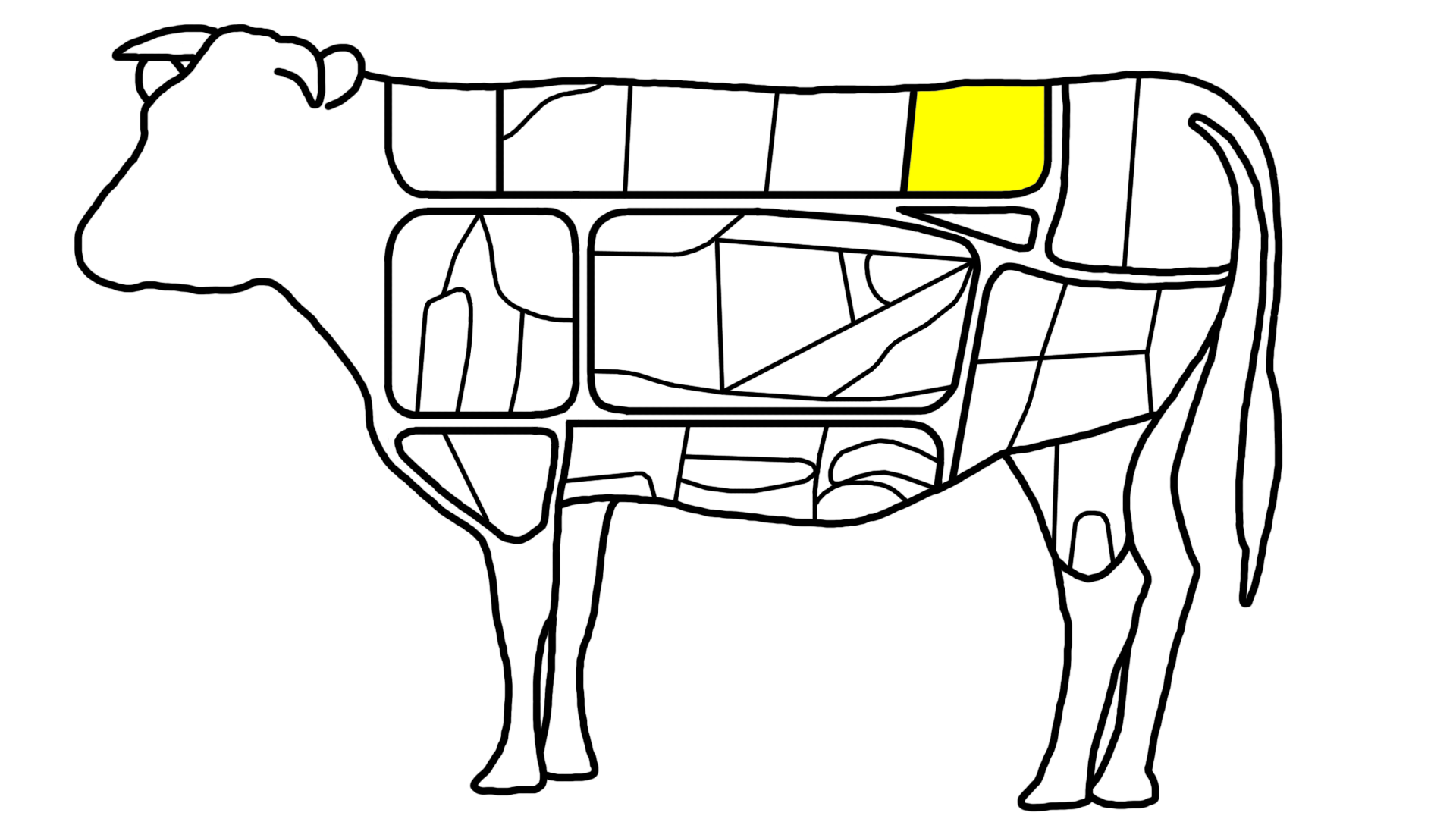
채끝살

## 같이 보기
- 서로인
- 안심